# هنري وثر
هنري وثر (27 يوليو 1790 - 6 ديسمبر 1867) (بالإنجليزية: Henry Lowther)‏ هو سياسي ولاعب كريكت بريطاني (وحمل سابقاً جنسية المملكة المتحدة لبريطانيا العظمى وأيرلندا ومملكة بريطانيا العظمى). شارك مع منتخب إنجلترا للكريكت.